# 水位一
水位一（小犬6 ，6 Canis Minoris）是赤道星座小犬座的一顆恆星，距離太陽大約570光年。它是一顆肉眼可見，黯淡的橙色恒星，視星等為+4.55等。這顆恆星正以日心點運動學−16.3 km/s 徑向速度向地球靠近，它是屬於天狼星超星系團的大熊座星流周邊一個群的成員
這是一顆演化的巨星，恆星分類為K1 III.。它有輕度的鋇異常，這可能表明這是一顆有白矮星伴星的聯星系統。對可見分量的干涉量測-量測的角直徑約為2.31±0.03 mas，估計其距離相當於約44倍太陽半徑的物理半徑。質量約為4 太陽質量，在4,370k的有效溫度下，其擴大光球的輻射為太陽的761倍。